# Costa fluvial de la Argentina
Se denomina costa fluvial de la Argentina a la sección del borde costero de ese país que es bañada por las aguas del Río de la Plata, colector de una vasta cuenca hidrográfica posicionada en el sector centro-oriental del subcontinente sudamericano, y que desemboca en el mar Argentino del océano Atlántico sudoccidental. Al ser exclusiva del nordeste de la provincia de Buenos Aires, suele ser denominada también costa bonaerense del Río de la Plata o costa fluvial bonaerense. 
Los rasgos más singulares de estas costas son su sustrato limoso, carente totalmente de rocas cristalinas; su extensa llanura circundante; su monotonía y su pobreza en accidentes costeros destacables, apenas algunas suaves puntas y desembocaduras de ríos. El accidente geográfico más importante de la costa fluvial argentina es una bahía, la de Samborombón. Las puntas más relevantes son Quilmes, Lara, Atalaya, Indio, Piedras y Rasa.

## Descripción

### Características generales
La costa fluvial argentina es un litoral de llanura. Su aspecto básico es la monotonía, siendo su rasgo principal la escasa presencia de accidentes costeros notables. Entre el partido de San Isidro y la punta Rasa su longitud totaliza 392 km.
El enorme aporte de agua dulce de los ríos Paraná y Uruguay, de unos 20 000 m³/s (al que se le suma la de los aportantes directos en ambas márgenes), es la razón para que el Río de la Plata posee costas fluviales y no marítimas. Solo a partir de la punta Piedras comienzan a ser lentamente estuariales, al presentarse la zona de intercambio entre el río y el mar. En los ríos tradicionales no se habla propiamente de sus riberas como “costas”; sin embargo la anchura excepcional del Río de la Plata junto con sus características particulares determinan que sus márgenes sí reciban ese tratamiento descriptivo, al igual que ocurre con los cuerpos de aguas dulces lénticos (como lagos o lagunas) y marinos.

#### Sector que comprende
La fluvial es una de las dos grandes secciones en las que se divide el litoral argentino, correspondiendo la otra al litoral marino. Asimismo es uno de los dos segmentos en que se seccionan las costas de Buenos Aires, correspondiendo el otro a las costas marinas bonaerenses.
Discurre en su totalidad en jurisdicción de la provincia de Buenos Aires. Comprende la totalidad de las costas argentinas del Río de la Plata (la margen derecha), desde el comienzo del borde costero en tierra firme hasta la punta Rasa, donde comienza el litoral marítimo del país. 

#### Acceso
La costa septentrional es fácilmente accesible hasta el partido de Berazategui. Más al sur se produce un tramo silvestre, el cual es cortado por el camino de acceso a Boca Cerrada. Desde allí y hacia el oriente es posible recorrerla en gran parte de la porción correspondiente al partido de Ensenada, exceptuando su zona del delta del río Santiago y la del vecino partido de Berisso; en este último municipio es posible llegar a la costa en algunos puntos, como en Palo Blanco, el balneario Bagliardi y La Balandra. 
El borde costero del partido de Magdalena solo es posible alcanzarlo de manera pública entre el puerto de Atalaya y el balneario de la ciudad de Magdalena. En el partido de Punta Indio solo es posible llegar a la costa en el pueblo de Punta del Indio, si bien la Ruta Provincial 11 (de carpeta de conchilla) recorre, generalmente a pocos cientos de metros, todo el borde costero municipal, permitiendo el acceso en balnearios privados. 
Por sus características topográficas, todo el tramo restante (correspondiente a la bahía de Samborombón) es virtualmente inaccesible desde tierra, debiéndose para recorrerlo embarcarse en algunos de los puertos de la zona, como el de la boca del río Salado o el del pueblo de General Lavalle. Solo el extremo austral permite un pequeño asomo desde el puerto de San Clemente del Tuyú. 

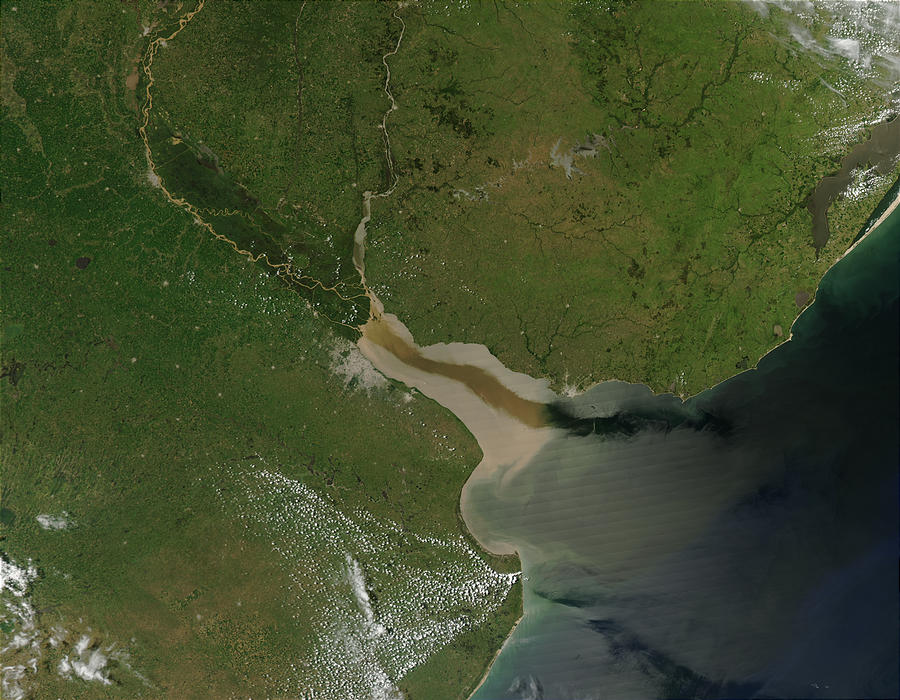
Imagen satelital de la totalidad de la costa fluvial de la Argentina.

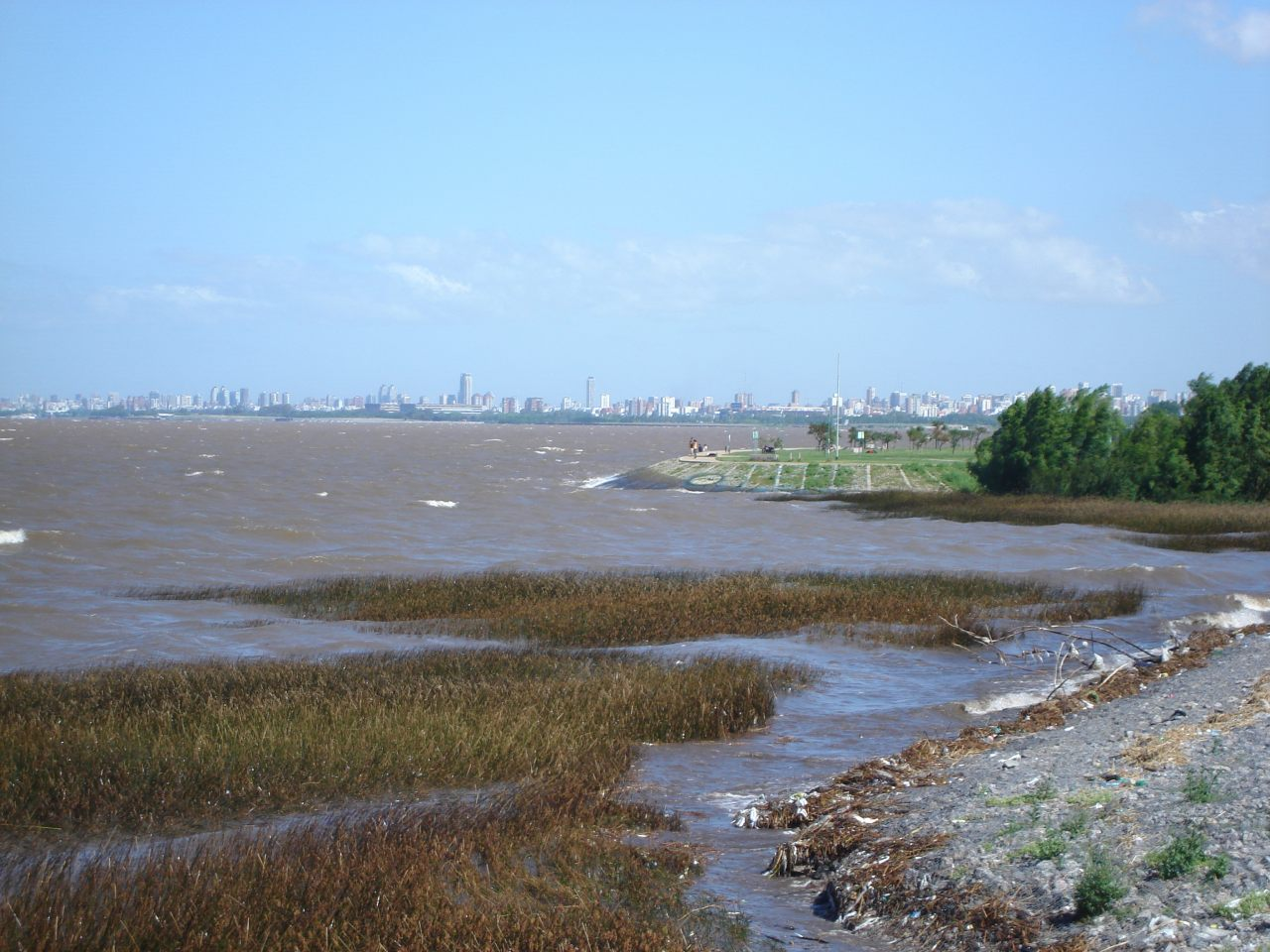
Costa fluvial en la ribera del Río de la Plata Superior, en el borde costero del partido de San Isidro.

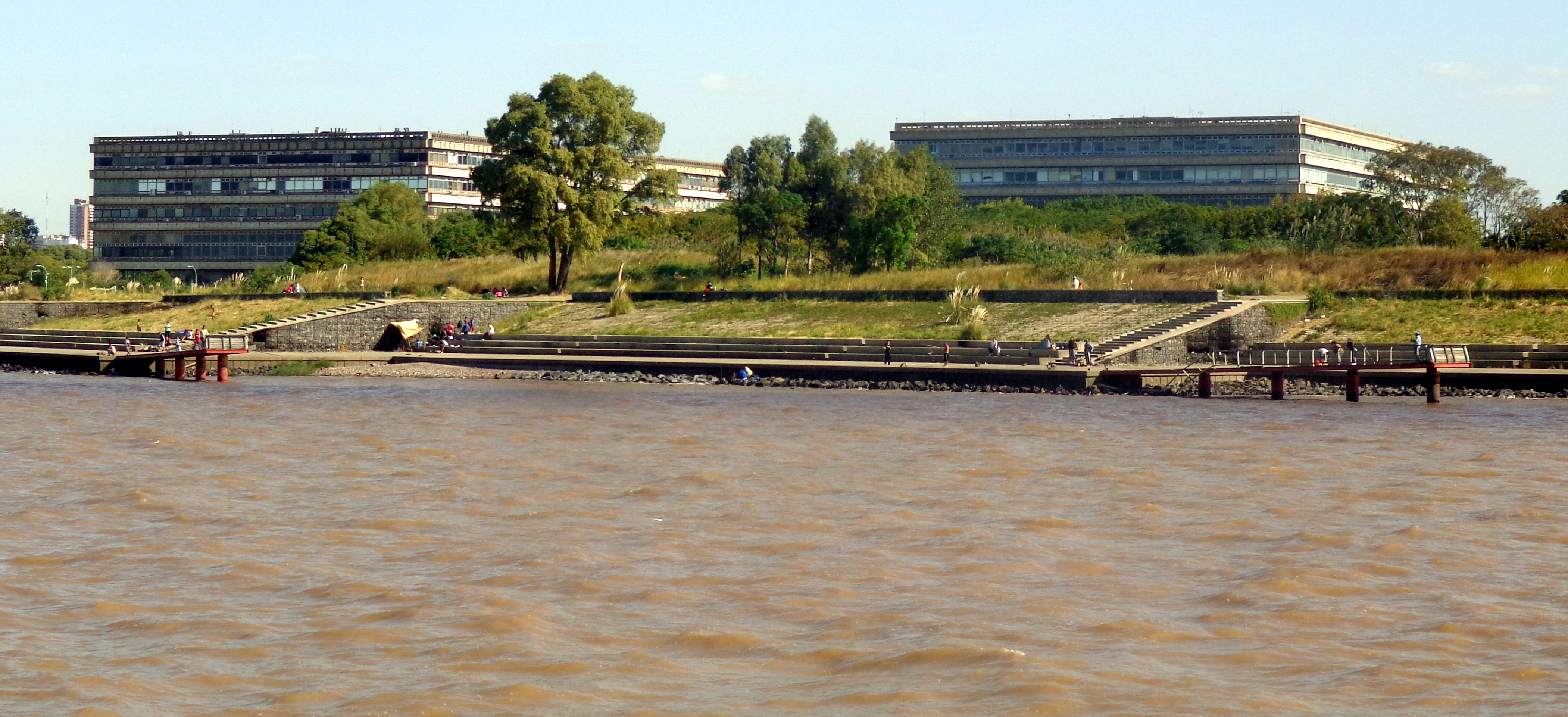
La costa fluvial en la ribera de la ciudad de Buenos Aires.

### Características hidrológicas
Mareas
A pesar de ser aguas netamente fluviales (por lo menos las del sector superior), dada la amplia abertura que presenta la boca del Plata que enfrenta a su frente marítimo, la influencia de las mareas se hace sentir en toda su superficie. Como las profundidades en el sector interno son bajas (entre 1 y 3 metros) no genera sus propias mareas.
Las mareas ordinarias exhiben desigualdades semidiurnas y presentan un rango que las caracteriza como micromareal, con amplitudes de entre 0,35 y 0,46 m en la costa septentrional y entre 0,52 y 1 m en la austral.
Nivel de las aguas influenciado por el viento
Las perturbaciones atmosféricas alteran marcadamente la franja costera fluvial; los vientos son la manifestación natural que ejerce la mayor influencia sobre el nivel de las aguas. Las máximas alturas ocurren siempre como respuesta al taponamiento de la salida de la cuenca producida en los eventos denominados “sudestadas”, en donde soplan con intensidad y persistencia, vientos del cuadrante sursudeste.
Por el contrario, los mínimos del nivel ocurren cuando se presenta el viento “pampero” se producen por vientos que soplan del sudoeste. Los registros de eventos extraordinarios, máximos y mínimos, son respectivamente de 4,40 y -1,97 m s. n. m., mientras que los ordinarios son de 3,00 m y -0,80 m.
Olas
Salvo en ocasiones de sudestadas, las olas son bajas, con una media de 31 cm. Las menores ocurren en las costas del Plata Superior y va en aumento su altura a medida que la costa se va aproximando hacia su desembocadura.
Hidrodinámica costera
Los pulsos hidrodinámicos generados por las corrientes que ejercen influencia en estas costas afectan la evolución de la morfológica costera natural. Hay presencia de deriva litoral, manifestada en el desvío hacia el norte de las desembocaduras de los cursos fluviales naturales (e incluso artificiales) que desembocan en este litoral; en el embancamiento que se produce en las escolleras de acceso a amarraderos y puertos y en el incremento en las tasas de colmatación en cuerpos acuáticos con circulación restringida cuya boca se direcciona hacia el norte.

### Geología

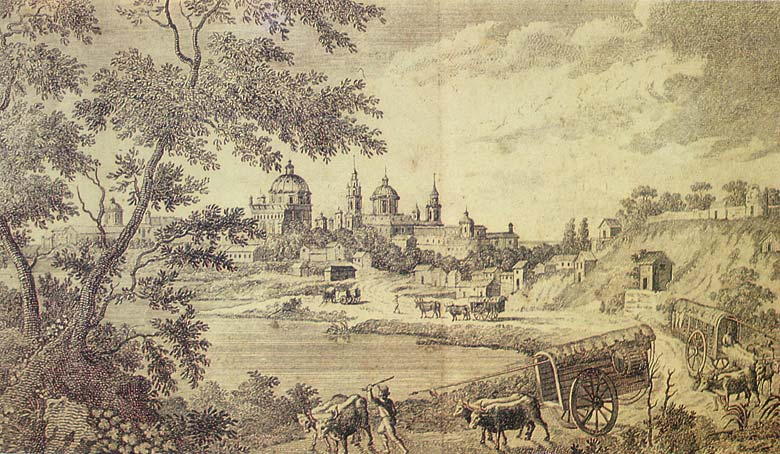
La primitiva ribera de Buenos Aires en el año 1790. Se observa como el ancho de la terraza baja entre las barrancas y las aguas del Plata era muy reducido.

Los sedimentos que conforman el borde costero y las playas de este litoral son limo-arcillosos y arenosos. También se presentan estratos o bloques más duros, compuestos por rodados de arcillas, limos endurecidos, arenisca, caliza y limo arenoso que actúa como cementante. Se los denomina genéricamente “toscas”, y son portadores de abundantes restos fósiles de mamíferos del Pleistoceno.
geológicamente, las barrancas del tramo septentrional constituyen un corte natural de la estructura de los estratos pampeanos. La base de la misma coincide con la inversión paleomagnética Brunhes-Matuyama, la cual, según correlación estratigráfica establecida sobre la base de estudios paleomagnéticos, fue fechada con una edad de 730 000 años.
Las barrancas del Río de la Plata Superior fueron labradas durante el denominado mar querandinense, un cuerpo marino que ocupó la zona en los últimos miles de años durante la última transgresión oceánica. Durante el límite entre el Pleistoceno tardío con el Holoceno temprano, el nivel del mar se encontraba 15 metros por debajo de la actual cota oceánica. El proceso transgresivo se inició entre 18 y 20 mil años AP, en coincidencia con grandes fluctuaciones climáticas acaecidas durante el Cuaternario. El sostenido aumento del nivel marino llegó a su cota máxima en un periodo comprendido entre los años 6500 y 6000 AP, en ese momento el mar estaba a 6,5 metros sobre el nivel actual. En este contexto, un profundo golfo estuárico dividió el paisaje, la fauna y las poblaciones humanas,
Durante la permanencia de este mar, en el área costera del nordeste y este bonaerense expuesta al estuario y al mar abierto, se depositaron una serie de cordones formados por la acumulación de resaca litoral, los que integran la “formación Atalaya”, la que se compone de conchillas, arcillas limosas verdes y lentes intercalados de arenas ﬁnas. El análisis de los restos fósiles que contine señala un ambiente estuárico de aguas cálidas.
Finalmente dio comienzo una fase regresiva que progresivamente fue disminuyendo el nivel marino hasta llegar a la cota presente actualmente.
El área costera más estuarial posee sustratos blandos compuestos por limo, arcilla y arena fina, que conforman característicos fangos ricos en materia orgánica o detritos, de los que sacan provecho la comunidad de crustáceos, la especie animal dominante en la zona.

### Clima
El clima es templado, con veranos cálidos e inviernos frescos. Las temperaturas son morigeradas por las aguas del Plata, por lo que tanto el calor estival como el frío invernal es menos marcado que lo que ocurre a pocos kilómetros hacia el interior.
En el área de la bahía Samborombón el tipo climático más característico es el “Pampeano marítimo”, mientras que el borde costero del Plata Superior es incluido en el área de clima subtropical marítimo.
Las precipitaciones anuales totalizan alrededor de 1040 mm, estando repartidas especialmente entre los meses cálidos. En invierno suelen presentarse suaves heladas.
El promedio térmico desde el año 1909 hasta el 2005 fue de 16,2 °C, siendo el mes más cálido enero con 22,8 °C de media y el más frío julio con 9,9 °C.

### Características biológicas

#### Ecorregiones
Estas costas pertenecen a varias ecorregiones.
Ecorregiones terrestres
El sector costero emergido pertenece a tres ecorregiones terrestres. El sector de bajíos ribereños del Plata Superior es propio de la del delta e islas del río Paraná; finalmente, el bosque subxerófilo denominado “talar”, que cubría las barrancas que marginaban el Plata Superior y los cordones de conchilla del borde costero, es adscripto al espinal; los pastizales del área de la bahía Samborombón se incluyen en la de las pampas húmedas. 
El último tramo bordea el extremo norte de las dunas costeras bonaerenses, con su biodiversidad característica, adaptada a los sustratos de arena.
Ecorregiones de agua dulce
Las aguas del Río de la Plata Superior que bañan al tramo costero septentrional se insertan en la ecorregión de agua dulce Paraná inferior.
Ecorregiones marinas
Si bien es una costa catalogada por completo como “fluvial”, el sector de la bahía de Samborombón se adscribe a la ecorregión marina Río de la Plata.

#### Fauna
La fauna ribereña constituye un atractivo ecoturístico de estas costas. Se han creado una serie de reservas biológicas para asegurar su protección. 
Aves
Entre los elementos que constituyen su biodiversidad destacan en especial las aves; alrededor de 300 especies habitan en estas costas.
La ribera del Río de la Plata Superior, al mantenerse siempre húmeda y ser el agua plenamente dulce, ha permitido la formación de un bosque en galería, el cual si bien posee variadas especies de plantas exóticas, también cuenta con vegetación nativa, con seibos, sauces criollos, y curupíes, con abundante avifauna subtropical.
También este litoral es frecuentado por especies habituales en las costas argentinas, como el cormorán biguá, patos, garzas como la garza bruja, gaviotas dominicanas, la amenazada gaviota cangrejera, etc.
El sector estuarial de esta costa comprendido en la bahía de Samborombón representa un lugar clave que funciona como una estación intermedia de descanso y alimentación durante las enormes migraciones que todos los años emprenden las aves limícolas neárticas, como son los chorlos y playeros de las familias escolopácidos y carádridos, destacando los porcentajes poblacionales del playero rojizo (Calidris canutus), de la becasa de mar (Limosa haemastica), del playerito rabadilla blanca (Calidris fuscicollis), del playero blanco (Calidris alba), del playero trinador (Numenius phaeopus), del vuelvepiedras (Arenaria interpres), etc. Además es relevante que allí inverna el 10 % de la población mundial del playerito canela. También tiene buenas poblaciones de ñandúes.
Mamíferos
Los mamíferos del sector costero septentrional, dada la profunda alteración antrópica, son escasos, predominando los de pequeño tamaño, como los murciélagos y los roedores, en especial los coipos.  
En la bahía de Samborombón la diversidad mastozoológica aumenta al disminuir la población humana y la alteración agropecuaria por las bajas cualidades productivas de la zona. Esto posibilita que allí sobrevivan las últimas poblaciones bonaerenses del venado de las pampas australes, uno de los cérvidos más amenazados del mundo. Lo acompañan el carpinchos, el gato montés sudamericano, la vizcacha pampeana, el zorro pampeano, etc.

#### Fitogeografía
Fitogeográficamente, la porción septentrional de estas costas, gracias a la hidrodinámica del río, combina vegetación característica del bajo delta del Paraná, como ceibos, sauces criollos y alisos de río, así como pantanos y juncales. 
La foresta más biodiversa es el amenazado monte blanco, una selva marginal que se desarrolla sobre albardones inundables. Esta pertenecen al distrito fitogeográfico de las selvas mixtas de la provincia fitogeográfica paranaense, y sus especies descienden por las galerías selváticas que bordean al río Uruguay, y en mucha menor medida el río Paraná. Antaño cubría los albardones de las islas del delta inferior del río Paraná, algunos sectores restringidos de la costa bonaerense del Río de la Plata superior y las desembocaduras de los cursos de agua en el mismo, pero hoy ha quedado reducida a unas pocas hectáreas de gran valor ecológico. El estrato arbóreo está integrado por: el laurel negro (Ocotea acutifolia), el chal-chal (Allophylus edulis), el mata ojo (Pouteria salicifolia), el blanquillo (Sebastiania brasiliensis), el yerba del bugre (Lonchocarpus nitidus), el tarumá (Citharexylum montevidense), el palo amarillo (Terminalia australis), los canelones (Myrsine laetevirens y Myrsine parvula), la anacahuita (Blepharocalyx salicifolius), el ingá y el timbó colorado (Enterolobium contortisiliquum), etc.
Las barrancas antaño contenían un bosque xeromórfico con árboles como el tala, el que era acompañado por el ombú (Phytolacca dioica), el espinillo (Acacia caven), el molle (Schinus longifolius), el algarrobo blanco (Prosopis alba), el coronillo (Scutia buxifolia), el sombra de toro (Jodina rhombifolia), etc. El bosque aún se continúa bordeando toda la costa fluvial, creciendo allí sobre albardones de conchilla de la última transgresión marina. Esta formación pertenece al subdistrito fitogeográfico del tala del distrito fitogeográfico del algarrobo, incluido en la provincia fitogeográfica del espinal.
El área más en contacto con las aguas de la bahía Samborombón está aún cubierta por pastizales primitivos pertenecientes al distrito fitogeográfico pampeano oriental de la provincia fitogeográfica pampeana. Hacia el sur destacan las consocies de espartos a los que se suman otras especies de plantas halófilas.

### Primitivos habitantes

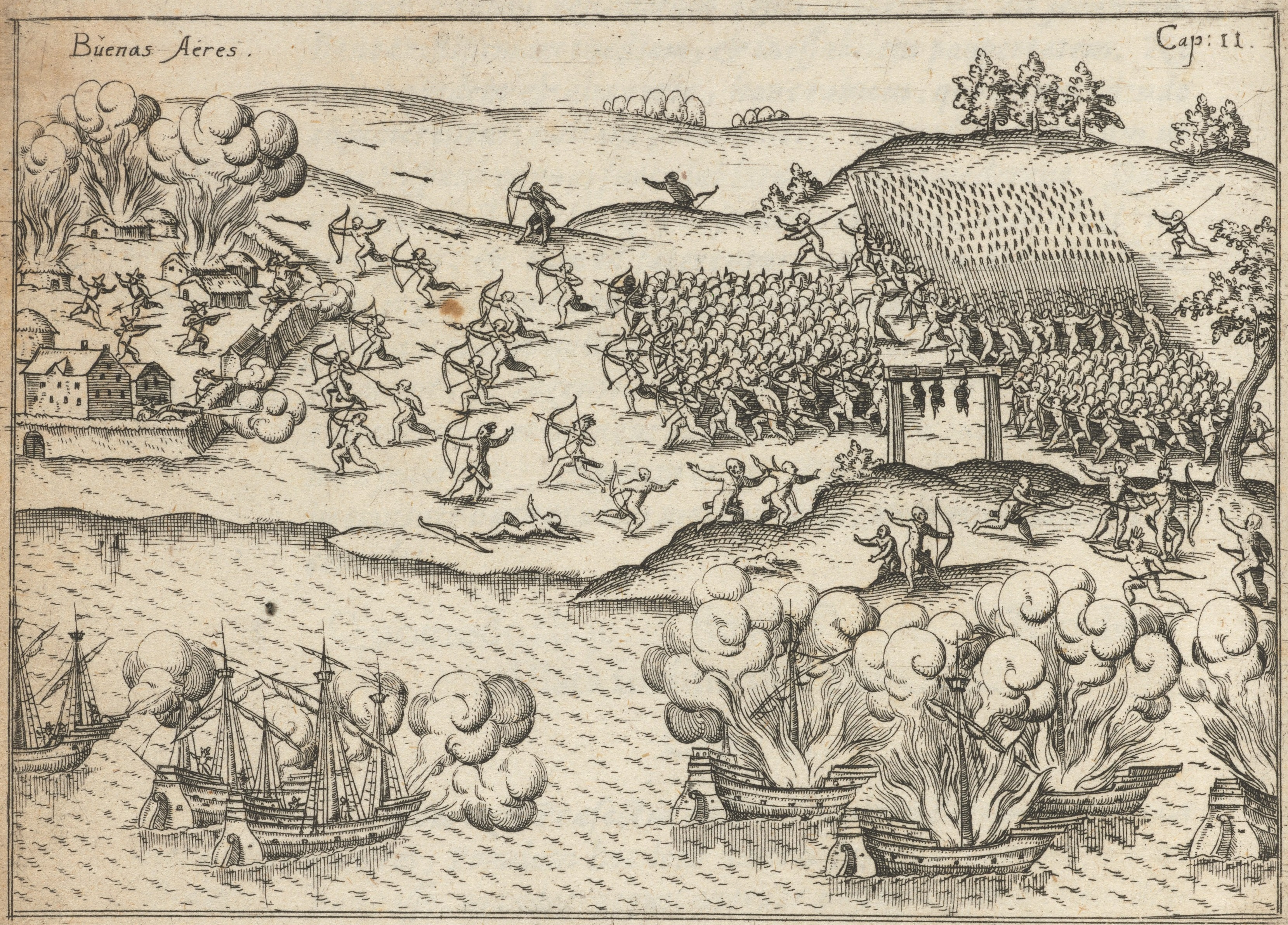
Aborígenes combatiendo a la primera Buenos Aires, en el.

Los grupos humanos que primitivamente habitaban las costas fluviales argentinas a la llegada de la colonización española fueron cazadores-recolectores y horticultores de las etnias amerindias de los querandíes o pampas y de los guaraníes, indígenas canoeros que arribaron utilizando la ruta fluvial de los grandes ríos. 
Se alimentaban de aves y mamíferos así como de peces. Recolectaban frutos y tubérculos y mantenían pequeños cultivos. Desaparecieron a las pocas décadas de establecerse las primeras poblaciones occidentales.

## Descripción por tramos

### Costas del Río de la Plata Superior

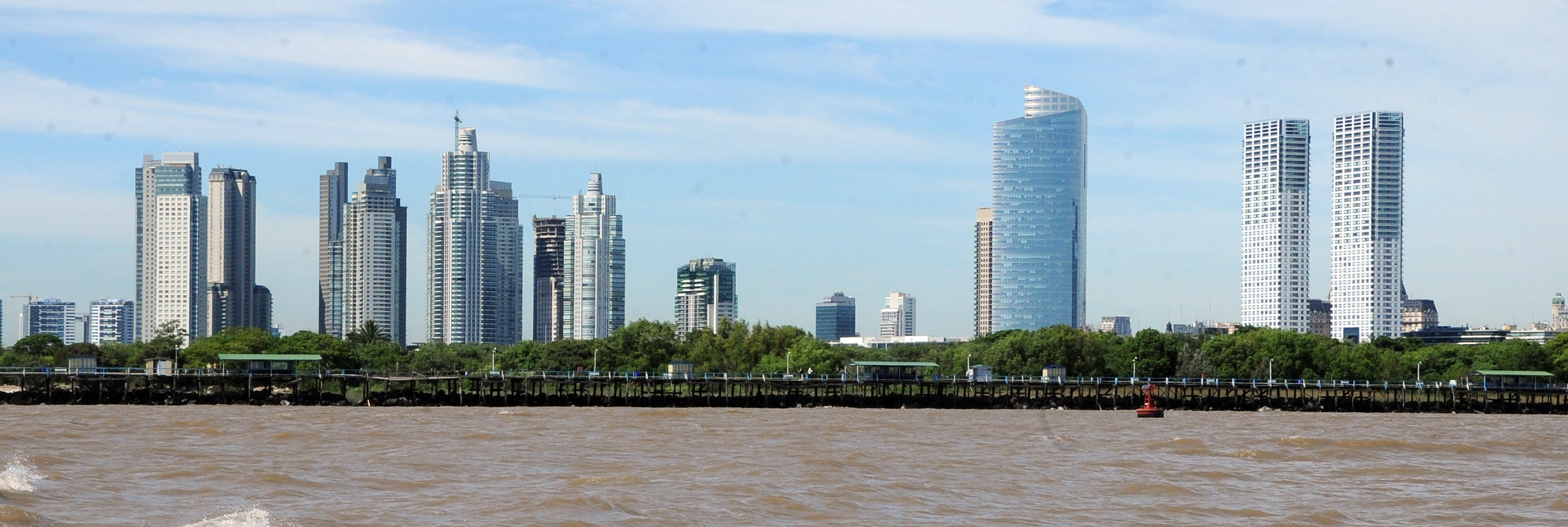
La costa fluvial en la ribera de la ciudad de Buenos Aires.

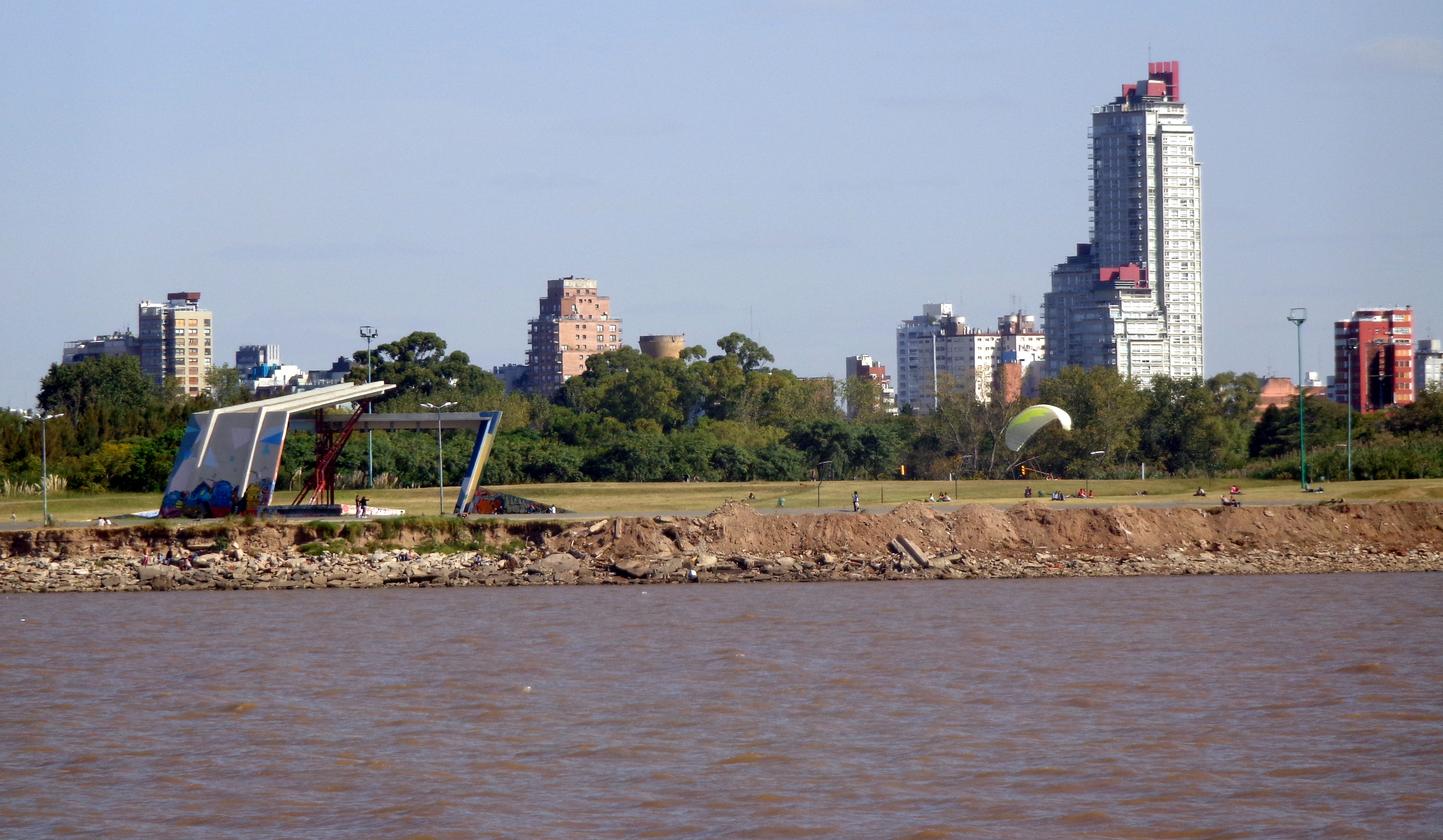
Costa fluvial del partido de Vicente López. Se observa el corte del relleno con el que artificialmente se cubrió las aguas someras del río para ensanchar la terraza baja, creando así una nueva línea costera.

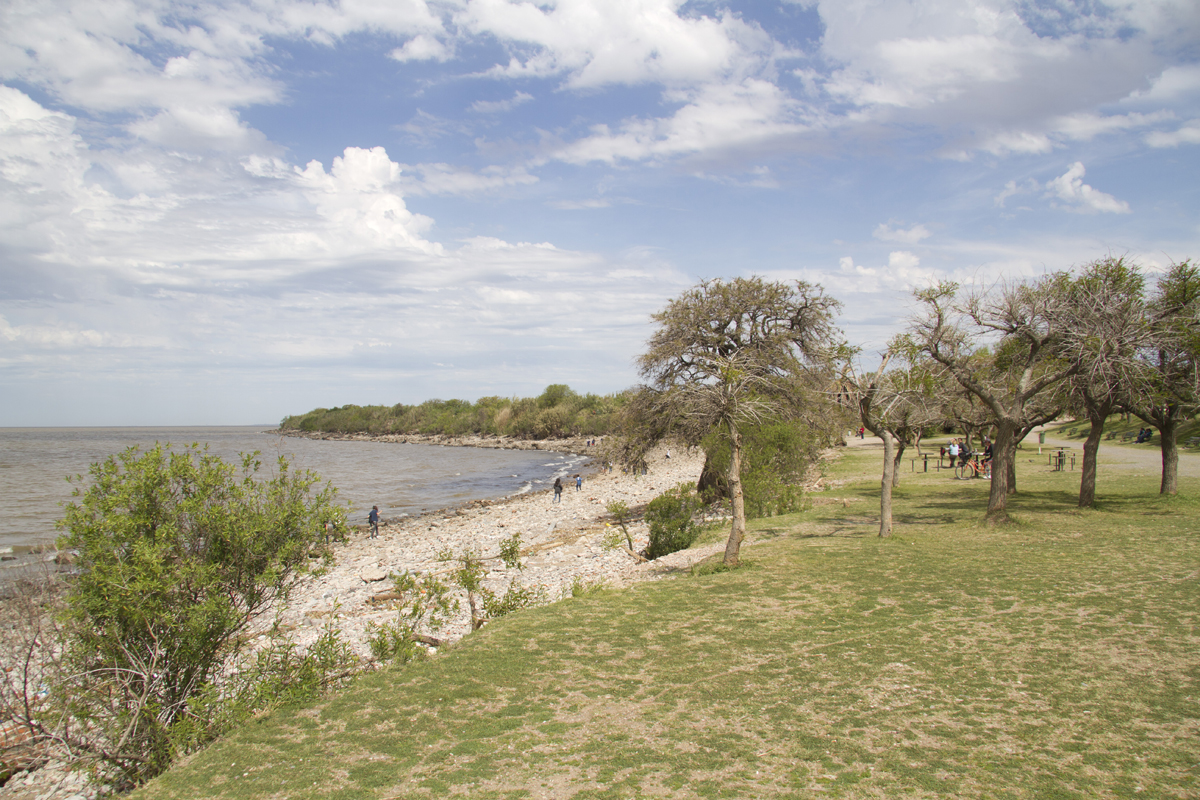
Costa fluvial actual de la reserva ecológica Costanera Sur. En la década de 1970 el sector de la imagen estaba en pleno río a 1200 m de la costa.

La geomorfología del sector costero septentrional presenta dos niveles de terrazas. Una es la terraza alta, observada en el talud o corte a la meseta pampeana que representa la barranca, con una cota entre los 15 y 20 m s. n. m. (algo menor hacia el sur). La otra es la denominada terraza baja, formada por los restos de la abrasión que incidió sobre la anterior el último evento estuárico marino, hace algunos miles de años. El ancho de esta era mínimo en la costa más al norte y algo mayor hacia el sur y en la desembocadura de los cursos fluviales. Presentaba sedimentos de edad holocena y una cota original de entre 2 y 5 m s. n. m. En la actualidad su morfología y superficie están totalmente alteradas por los sucesivos rellenos aplicados al borde costero de las ciudades ribereñas; el rol del factor antropogénico es el más importante en el proceso morfogenético que determina la evolución de este tramo ribereño, condicionando una línea de costa totalmente artificial.
Al norte del Riachuelo
De norte a sur, la costa fluvial argentina comienza en la zona norte del Gran Buenos Aires, en el extremo occidental de la costa firme de la margen derecha del Río de la Plata Superior, justo cuando en él desemboca el río Luján, frente a la ribera del barrio de Beccar de la ciudad de San Isidro (del partido homónimo), a 24 km al noroeste de la Ciudad Autónoma de Buenos Aires. 
Allí también concluye el delta del Paraná, el cual biológicamente se proyecta en la primera sección de estas costas. Desde su comienzo y hasta punta Piedras la costa posee un rumbo general noroeste-sudeste. El primer tramo, hasta la desembocadura del Riachuelo, presentaba originalmente una costa marginada por barrancas de 15 a 20 metros de altura sobre el nivel de las aguas, las que se encontraban a pocas decenas de metros y en algunos lugares, caían sobre las mismas playas limosas. 
En el barrio de Acassuso del partido de San Isidro destaca en su ribera el área protegida parque natural municipal Ribera Norte, que conserva el aspecto que contenía parte de este tramo costero. A poco de entrar en el borde costero del partido de Vicente López, en el barrio de La Lucila se encuentra la reserva homónima. Posteriormente se presenta el puerto de Olivos, el más importante del municipio. 
Al transponer el pequeño arroyo Raggio la costa ingresa al territorio de la ciudad de Buenos Aires. En el sector norte de esa ciudad, próxima a la desembocadura del arroyo Vega, se encuentra un área protegida, la reserva ecológica Ciudad Universitaria, la que acompaña a la de mayor tamaño: reserva ecológica Costanera Sur, ubicada en la costanera sur de la ciudad, presentando un importante litoral sobre el Plata. También a ese sector de la ciudad le corresponde el Puerto Nuevo, parte hoy activa del Puerto de Buenos Aires. En el barrio de La Boca se produce la desembocadura en esta costa del Plata de uno de los cursos fluviales más contaminados del mundo, el río Matanza-Riachuelo, el cual constituye el límite natural entre la ciudad de Buenos Aires y la provincia homónima. 
Al sur del Riachuelo

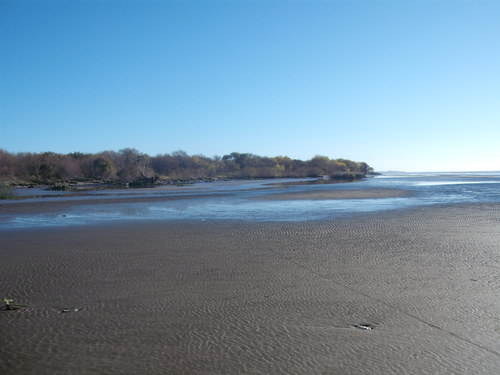
Costa fluvial de la reserva natural integral Punta Lara.

Al sur del valle del Riachuelo las barrancas disminuyen en altura y especialmente se alejan de la ribera, dejando una llanura fluvial interpuesta, la que originalmente constituía un valle de inundación, afectado por las crecidas del Plata, especialmente durante las sudestadas excepcionales. El primer tramo pertenece al partido de Avellaneda, luego le corresponde al partido de Quilmes (en el cual sobresale la punta homónima) y seguidamente al partido de Berazategui, en el que se encuentra la punta Colorada.
En esta zona destaca la reserva natural integral Punta Lara, la más importante en superficie y biodiversidad del sector superior del Plata.
Luego el borde costero se inserta en el partido de Ensenada con la ciudad de Punta Lara (donde destaca la punta homónima) desarrollada sobre la misma ribera. Allí la costa bordea parte de la conurbación denominada Gran La Plata. Otra área silvestre se desarrolla en la zona del delta del río Santiago, el cual forma una suerte de península que se extiende hacia las aguas del Plata. Apenas una lonja del partido de La Plata lo contacta, sin alcanzar la costa del Plata propiamente. Al superar la boca del canal de acceso al Puerto de La Plata el borde costero comienza a pertenecer al partido de Berisso hasta la localidad de La Balandra. En esta zona pasa a cobrar importancia la Ruta Provincial 11 ya que, con su primer tramo de carpeta de conchilla y luego con el siguiente asfaltado, resulta clave para poder alcanzar desde tierra algunos de los puntos costeros, ya que el litoral pasará a ser cada vez más inaccesible por su falta de caminos y sus características topográficas.

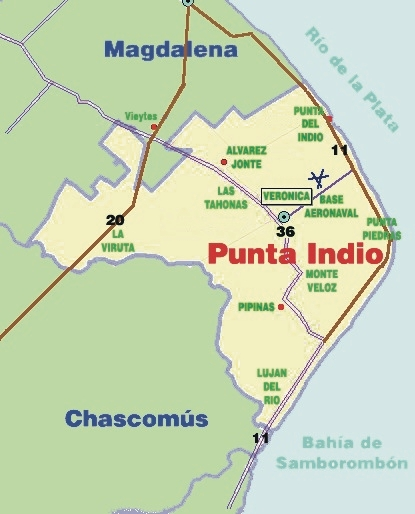
Mapa del sector medio del litoral fluvial, frente al partido de Punta Indio.

Luego la costa penetra en el partido de Magdalena, en el cual se encuentran dos accidentes destacados, las puntas Blanca y Atalaya. A los pocos kilómetros la costa se incluye en el partido de Punta Indio. Aquí se encuentran dos de las puntas más importantes de toda la costa fluvial, la punta del Indio y especialmente la punta Piedras. Todas las costas de esta zona forman parte de un área protegida, el Parque Costero del Sur.

### Costas de la bahía de Samborombón
Características generales
Al sur de punta Piedras la costa, que hasta ese punto poseía un rumbo general noroeste-sudeste, pasa a arrumbar en dirección nordeste-sudoeste, comenzando así a delinear el arco del más importante accidente de la costa fluvial argentina: la bahía de Samborombón. Sus riberas están conformadas por limos, son bajas, casi inaccesibles desde tierra, pues son marginadas por una ancha lonja de marismas, inundables con las mareas, cubiertas de cangrejales y lodos, por lo que se hace muy difícil circular caminando o a caballo. Tampoco hay caminos que bordeen o toquen sus riberas. 
En punta Piedras el Río de la Plata comienza a tomar un carácter transicional ya que empieza a producirse el intercambio entre las aguas dulces transportadas por el río y las saladas provenientes de su frente marítimo, al contactar estuarialmente el gran curso fluvial con el mar Argentino. Lentamente se irá elevándose la proporción halina de sus aguas. Sin embargo, en algunas épocas, el sector septentrional de esta bahía aún mantiene aguas lo suficientemente dulces para permitir la entrada a la cuenca del río Salado de la ictiofauna dulceacuícola del Plata Superior. 
Toda esta bahía es un destacado humedal según el Convenio de Ramsar designado sitio n.º 885. Además fue reconocida por la red hemisférica de reservas para aves playeras como un sitio importante para la protección de este tipo de aves.
Descripción del tramo costero
Desde punta Piedras, el primer tramo costero continúa perteneciendo al partido de Punta Indio. Al presentarse la desembocadura del río Samborombón la ribera pasa a pertenecer al partido de Chascomús por un pequeño trecho, hasta llegar a la desembocadura del río Salado, en donde pasa a la jurisdicción del partido de Castelli. Este último curso fluvial tiene sus nacientes en el extremo sur de la provincia de Santa Fe, y de allí recorre 640 km cruzando todo el sector norte bonaerense, colectando aportes de una vasta cuenca hidrográfica, por lo que es considerado el río interno más importante de la provincia de Buenos Aires. Siguiendo el recorrido, a pocos kilómetros se encuentra la boca sur de este río, construida artificialmente para aligerar el enorme caudal que transporta en épocas de lluvias intensas. Ahora el rumbo es hacia el sur. En los siguientes kilómetros desembocarán numerosos canales artificiales (de norte a sur: canales: N°15, El Porteño, Santa María, N°9, Interno N°1, “A”, Interno N°2, Interno N°3, “C”, N°1, etc.) los que, junto a otros cursos naturales, transportan los excesos de la escorrentía del este bonaerense y aún los de lejanos municipios.
A poco de transponer la boca del canal Interno N°2 se cruza el límite con el partido de Tordillo. En este la costa toma un rumbo hacia el sudeste y desemboca el canal N°1, el cual es marginado por el único camino que llega casi hasta la ribera del Plata en toda la longitud de la bahía. Al cruzar la cañada Fernández, o del Rincón de Ajó, la ribera entra al partido de General Lavalle. En la costa de este municipio se destaca el parque nacional Campos del Tuyú. El borde costero ahora pasa a arrumbar en una dirección neta oeste-este. 
Esta zona presente un laberinto de rías, las que, además de drenar hacia el río los excesos hídricos de la región, son inundadas por las aguas salobres de la bahía durante las pleamares.
La última localidad del partido, Chacras de San Clemente, se recuesta sobre el litoral de la bahía pero no se desarrolla sobre el mismo borde costero. 

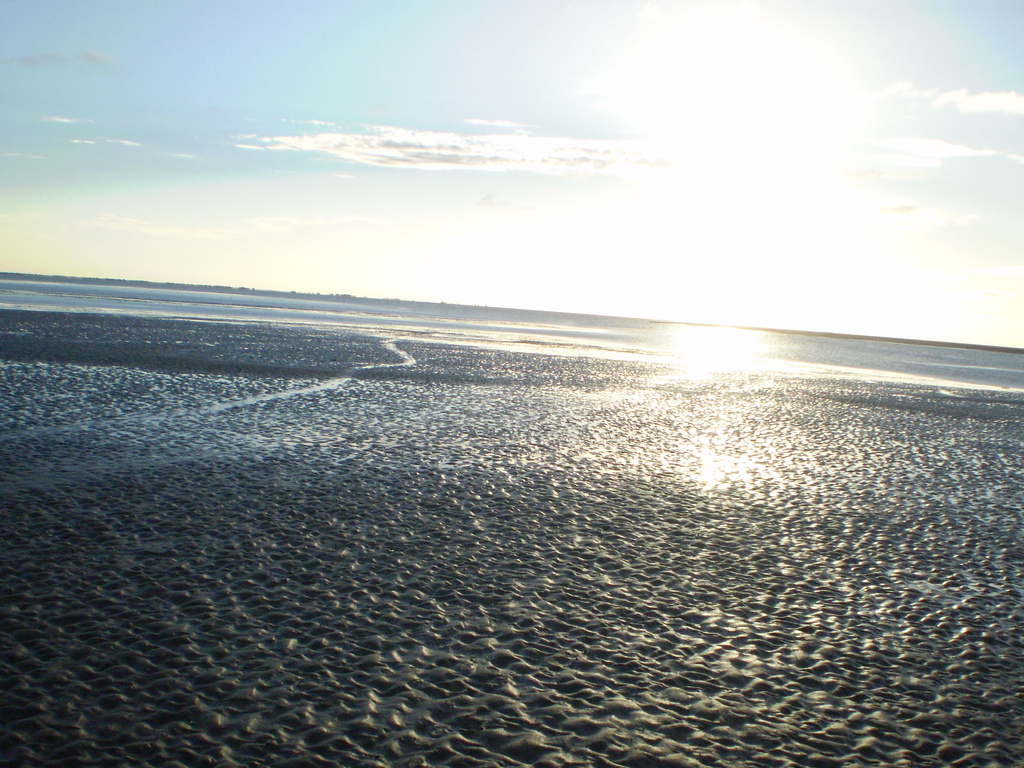
Punta Rasa, final austral de la costa fluvial argentina.

Al cruzar la boca del arroyo San Clemente la ribera pasa al Partido de La Costa. Allí primero se encuentra el puerto de San Clemente del Tuyú; junto a él el oceanario Mundo Marino, y luego el área que rodea al Faro San Antonio. Finalmente la costa fluvial argentina concluye, junto con la de la bahía de Samborombón, en la punta Rasa, el extremo norte del cabo San Antonio. Allí comienza el litoral marítimo de la Argentina.
De acuerdo al Tratado del Río de la Plata de 1973, entre la Argentina y el Uruguay, a esa punta se la considera como el punto sur de la desembocadura del Río de la Plata, ya en su porción estuarial, en el mar Argentino. Sin embargo, en la margen argentina el límite marino que corresponde a los 30 ‰ de salinidad —halinidad— se logra recién en la localidad balnearia de Las Toninas.